# 아베 슈토
아베 슈토(일본어: 安部 柊斗, 1997년 12월 5일~)는 일본의 축구 선수이다.

## 구단 경력
그는 2019년 J1리그의 FC 도쿄에 입단했다. 2023년까지 94경기에 출전하여, 6득점을 넣었다. 2023년 RWDM Brussels로 이적했다. 2025년 J1리그의 감바 오사카로 이적했다.